# آبه نو هیرافو
آبه نو هیرافو (به ژاپنی: 阿倍 比羅夫 Abe no Hirafu); تولد نامشخص –مرگ نامشخص) سلحشور، و سیاستمدار در دوره آسوکا اهل ژاپن بود.